# Оршівці
О́ршівці — село в Україні, у Неполоковецькій селищній громаді Чернівецького району Чернівецької області.

## Географія
У селі річка Турецький Потік впадає у Прут. У селі розташований парк-пам'ятка садово-паркового мистецтва — «Оршовецький парк», а також гідрологічна пам'ятка природи — «Оршовецька мінеральна».

## Історія
Засноване у XV—XVI століттях, бо 1574 року було згадано румунського пана Орша, який правив хутором там, де тепер є дитячий будинок «Ромашка». Але пану довелося тікати, боячись за своє життя. Оскільки він не був тираном, то на його честь назвали хутір, який потім став селом.
З 1940 року перебувало в складі Кіцманського району.
У 2018 році, в ході децентралізації, село увійшло до складу Неполоковецької селищної громади.
17 липня 2020 року, в результаті адміністративно-територіальної реформи та ліквідації Кіцманського району, село увійшло до складу Чернівецького району.

## Населення
Національний склад населення за даними перепису 1930 року у Румунії:
| Національність           | Кількість осіб | Відсоток |
| ------------------------ | -------------- | -------- |
| українці                 | 2532           | 89,31 %  |
| румуни                   | 133            | 4,69 %   |
| євреї                    | 128            | 4,51 %   |
| поляки                   | 19             | 0,67 %   |
| німці                    | 11             | 0,39 %   |
| угорці                   | 5              | 0,18 %   |
| болгари                  | 3              | 0,11 %   |
| серби, хорвати, словенці | 1              | 0,04 %   |
| вірмени                  | 1              | 0,04 %   |
| не вказали               | 2              | 0,07 %   |

Мовний склад населення за даними перепису 1930 року:
| Мова                             | Кількість осіб | Відсоток |
| -------------------------------- | -------------- | -------- |
| українська                       | 2550           | 89,95 %  |
| румунська                        | 123            | 4,34 %   |
| їдиш                             | 117            | 4,13 %   |
| німецька                         | 22             | 0,78 %   |
| польська                         | 10             | 0,35 %   |
| угорська                         | 6              | 0,21 %   |
| болгарська                       | 3              | 0,11 %   |
| сербська, хорватська, словенська | 1              | 0,04 %   |
| не вказали                       | 3              | 0,11 %   |

### Мова
Розподіл населення за рідною мовою за даними перепису 2001 року:
| Мова       | Кількість | Відсоток |
| ---------- | --------- | -------- |
| українська | 2362      | 99.24%   |
| російська  | 16        | 0.67%    |
| румунська  | 2         | 0.09%    |
| Усього     | 2380      | 100%     |

## Інфраструктура
У селі діє школа I—III ст., дитячий будинок «Ромашка», дитсадок «Колосок», агрофірма «Оршівська» (нині корпорація «Сварог»). В селі дуже родючі чорноземи, є лісове господарство, а також будинок культури.

## Храм
Наразі в селі діє храм громади Успіння Божої Матері [Архівовано 10 вересня 2016 у Wayback Machine.], яка належить до Чернівецько-Кіцманської єпархії ПЦУ [Архівовано 9 січня 2016 у Wayback Machine.].

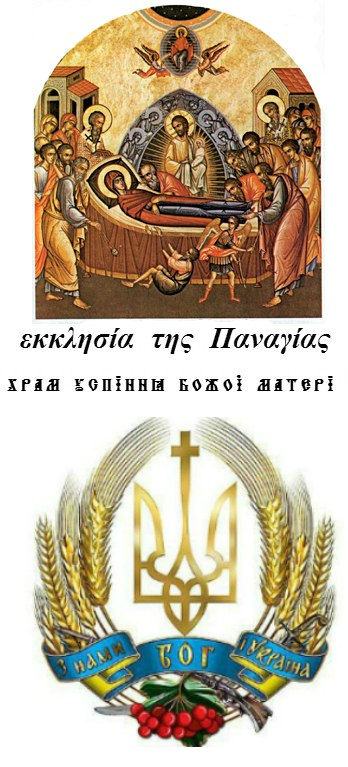
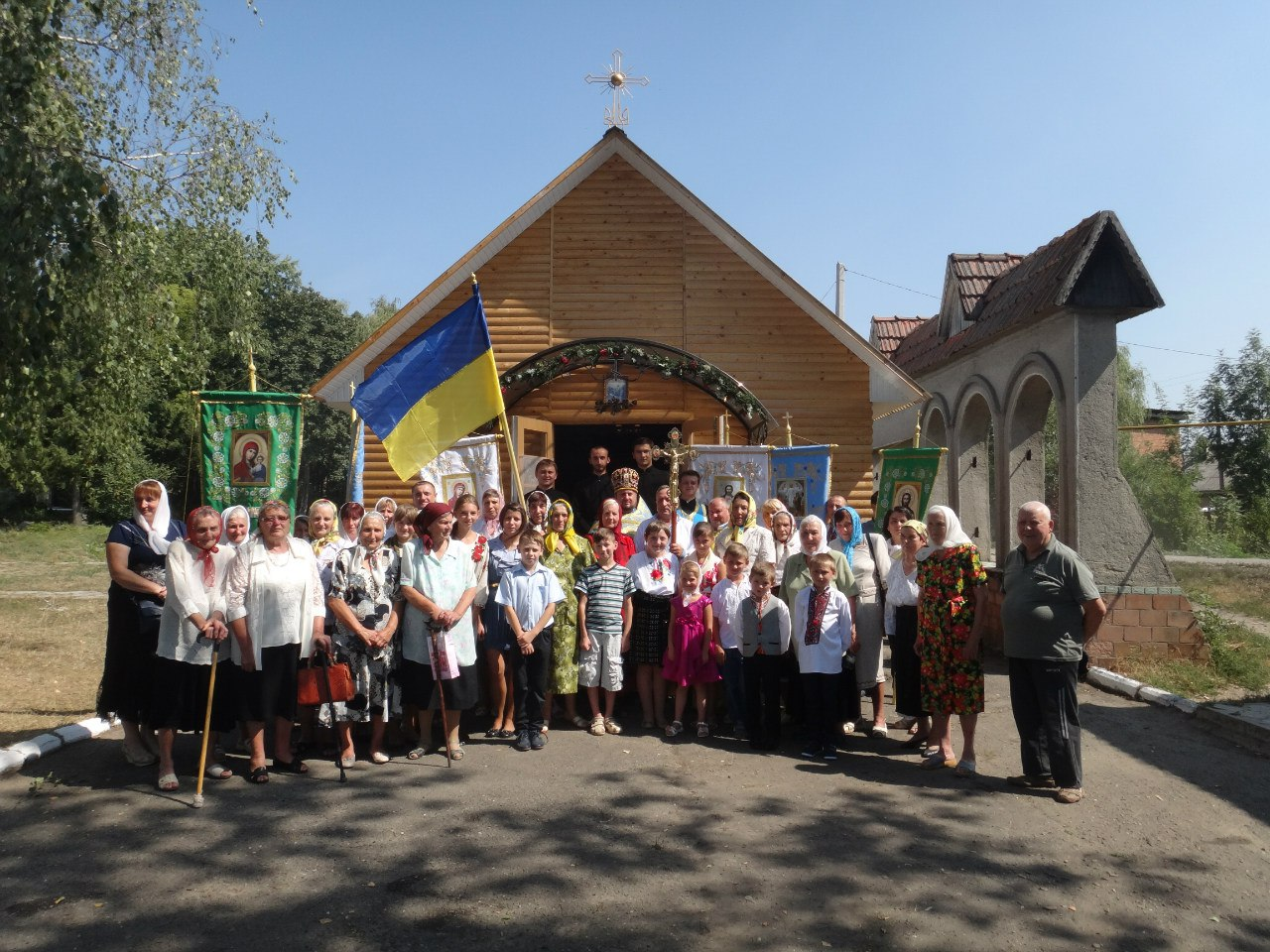
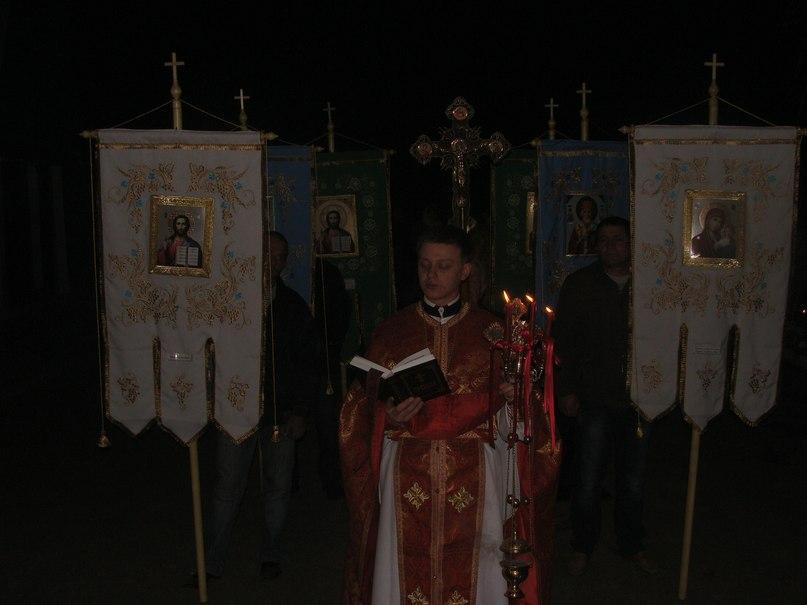
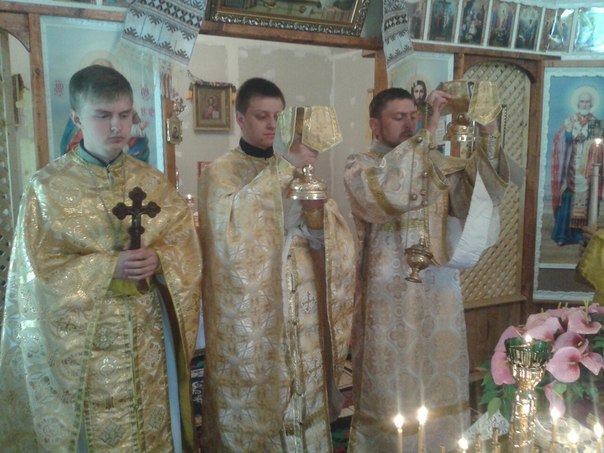
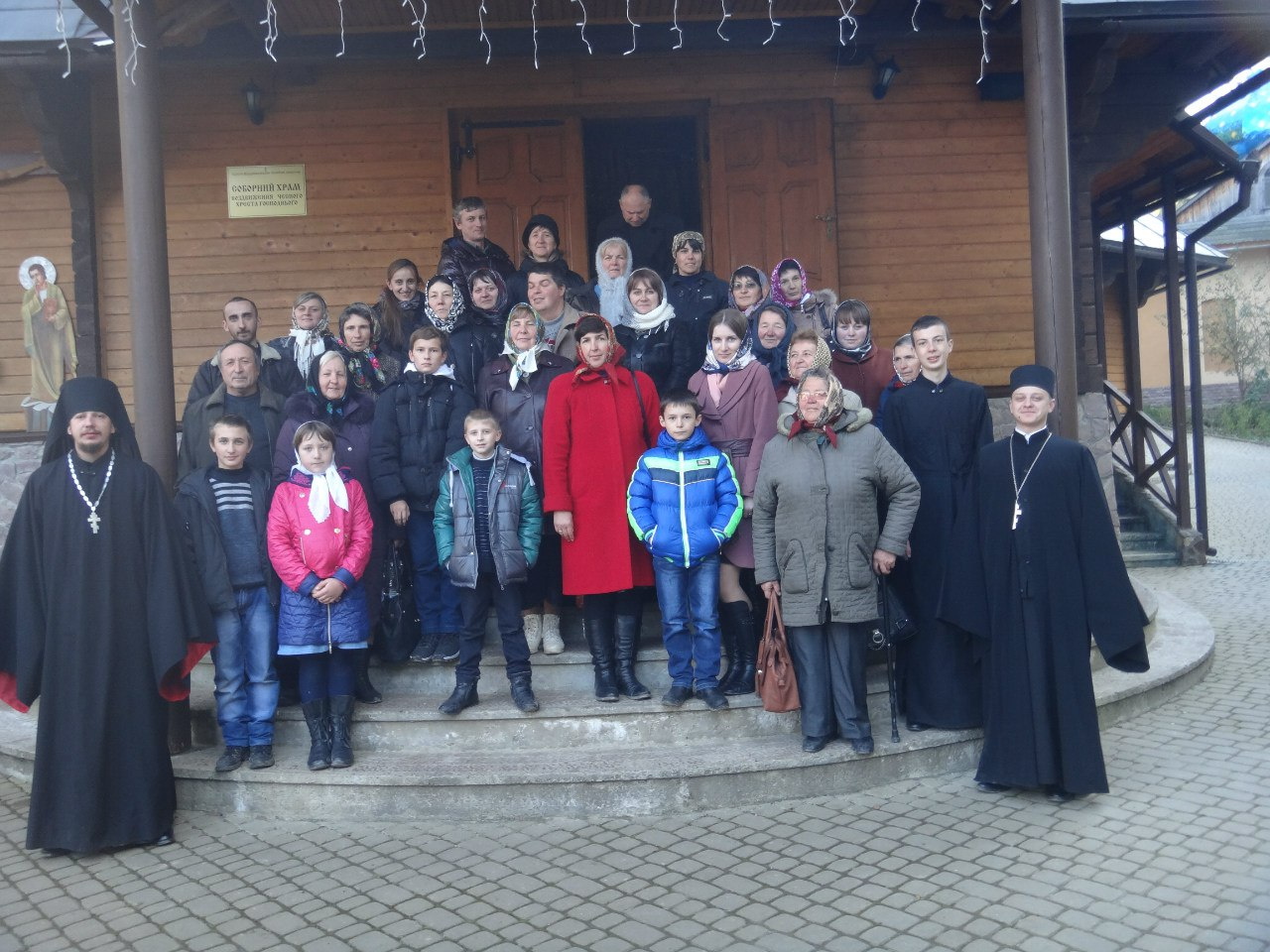

Настоятель громади молодий священик Іван Турчинський. За ініціативи місцевих жителів розпочато будівництво величного Успенського храму. На час будівництва зведено тимчасовий храм, де звершуються всі уставні Богослужіння, а також і треби: хрещення, вінчання, соборування. Богослужіння можна відвідати щонеділі, початок 09:00. Храм розташований у самому центрі біля сільської ради. Також всі охочі можуть долучитися до збору коштів для будівництва храму.

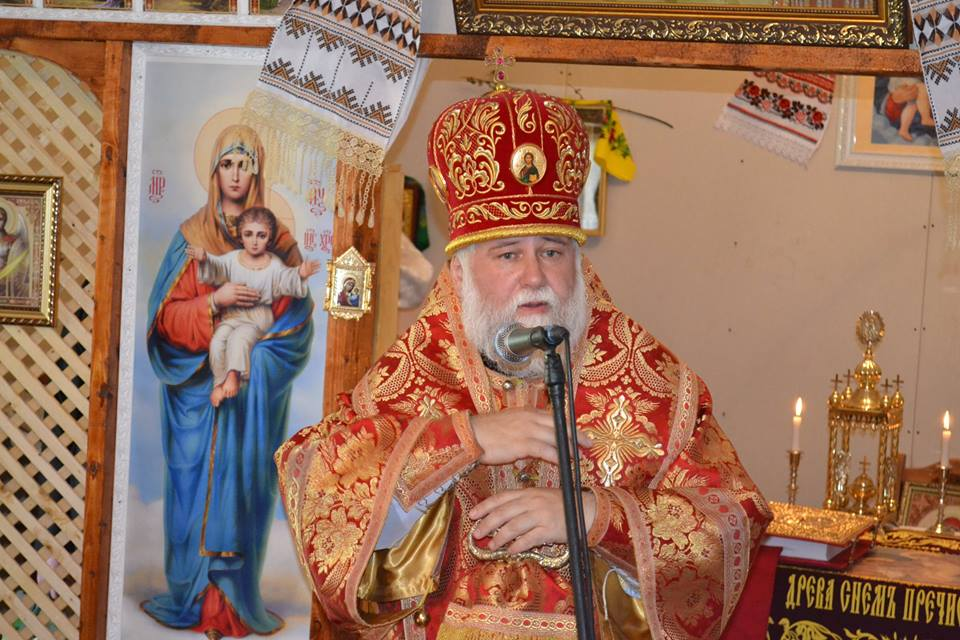
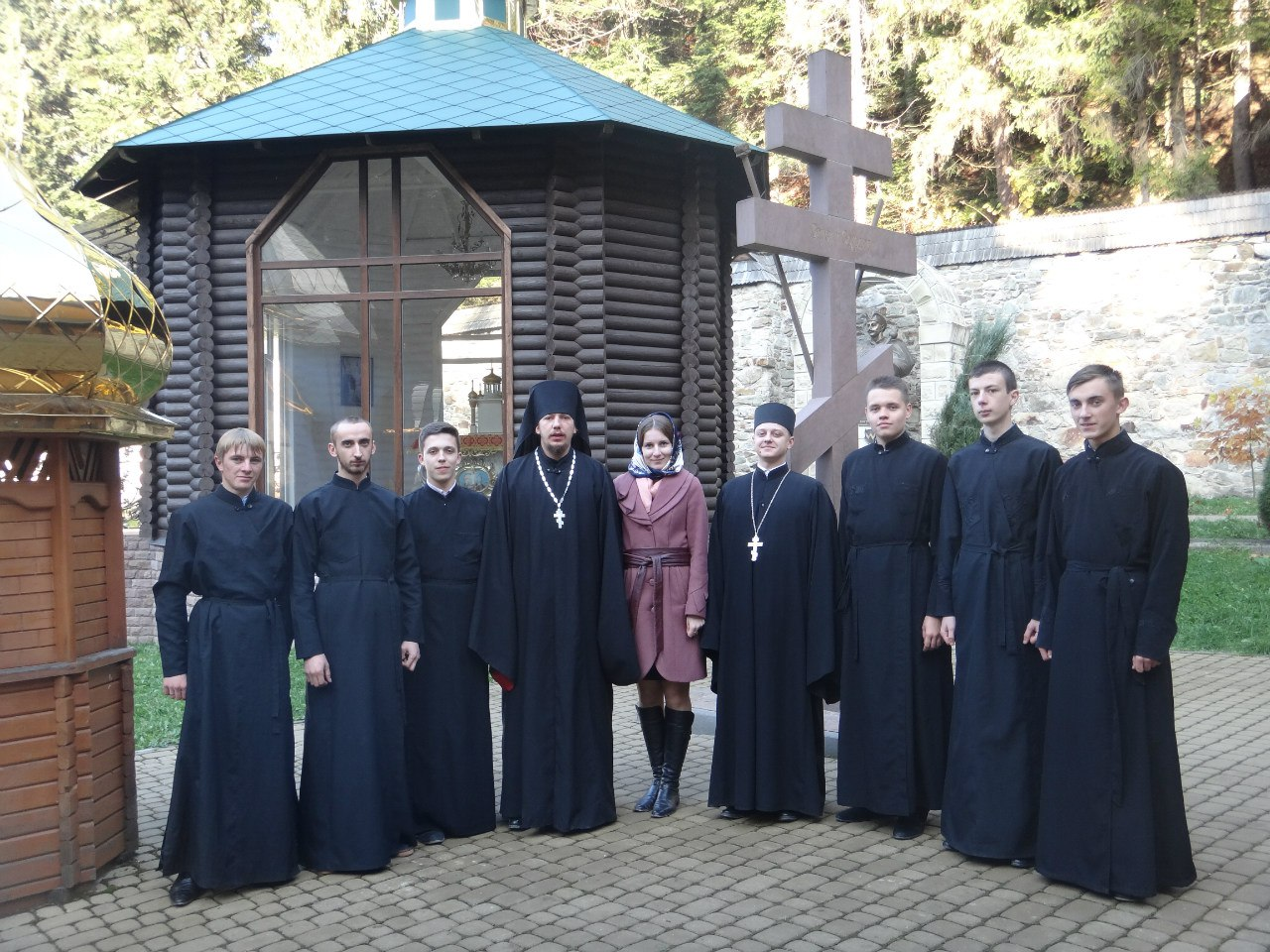
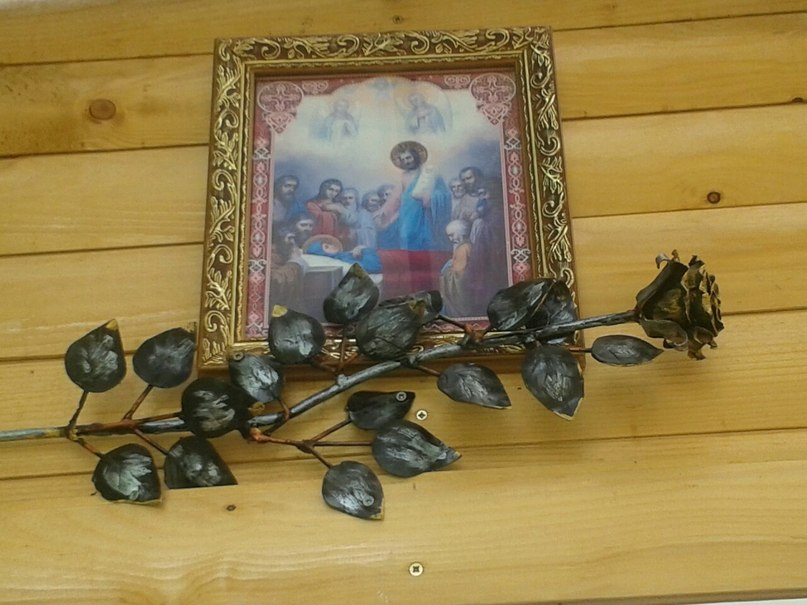

## Відомі уродженці та жителі села
- Сичова Мирослава Іванівна — педагог, науковець, кандидат педагогічних наук, доцент, заслужений вчитель України.
- Тарновецький Ігор Іванович (1985—2018) — старший лейтенант Збройних сил України, учасник російсько-української війни.